# Park Narodowy Buila-Vânturarița

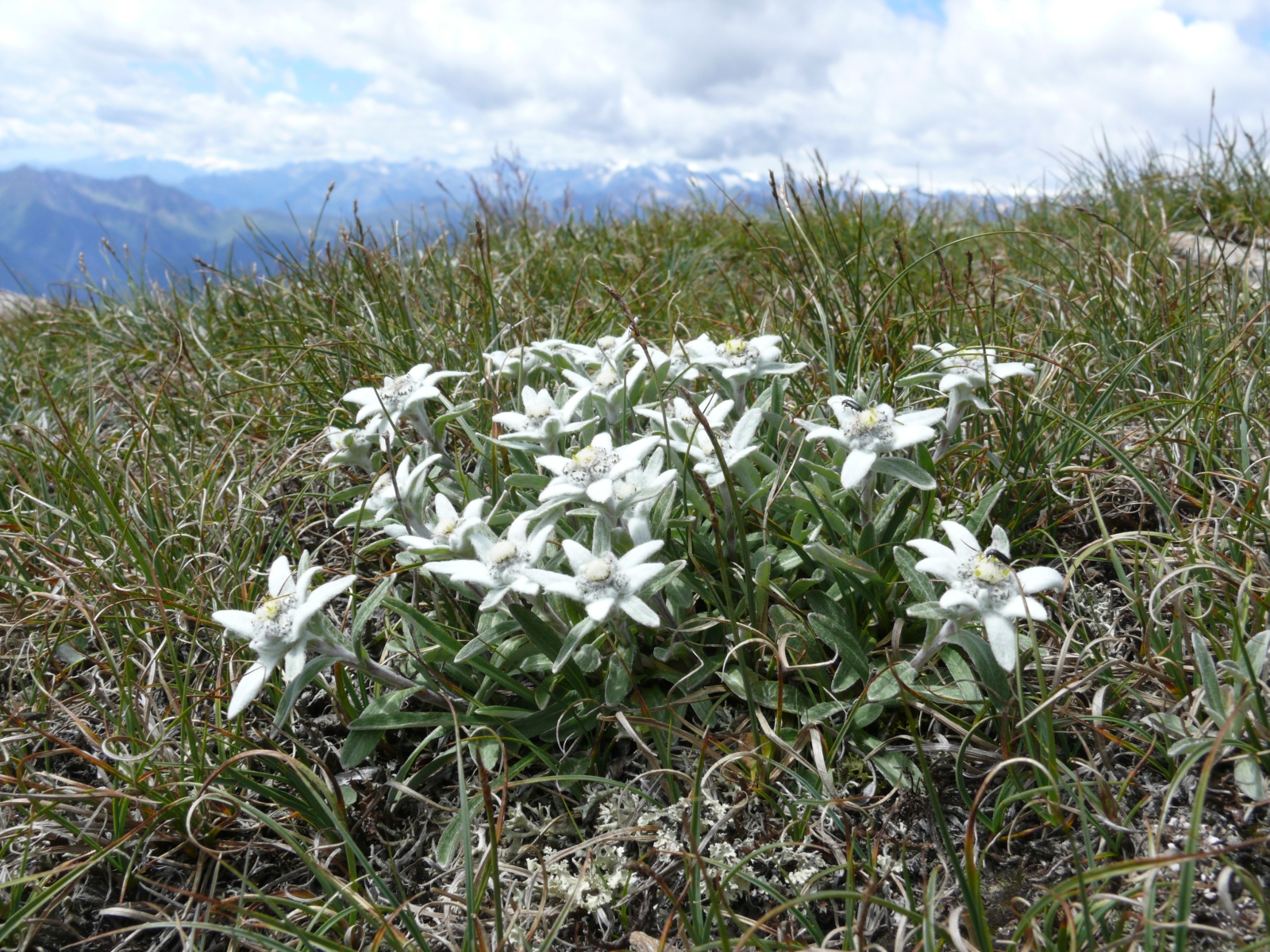
Szarotka alpejska (Leontopodium alpinum)

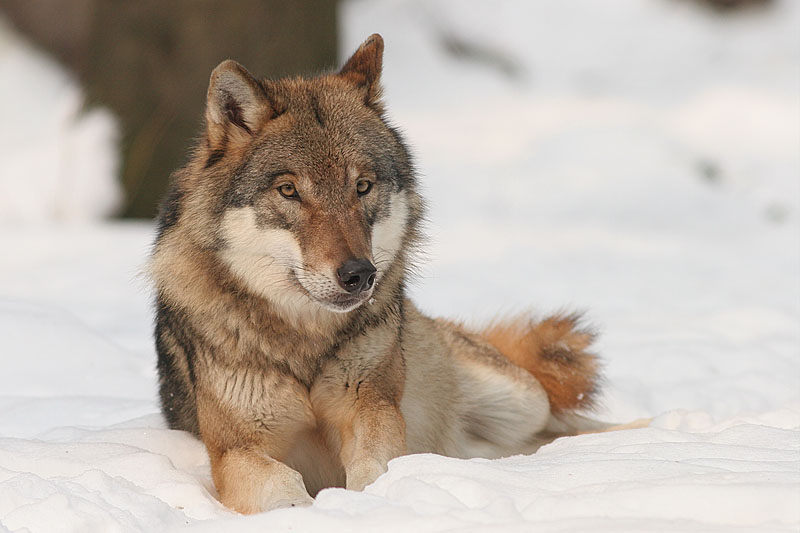
Wilk szary (Canis lupus)

Park Narodowy Buila-Vânturarița (rum. Parcul Național Buila-Vânturarița) — park narodowy w Rumunii. Jest położony w północno-centralnej części okręgu Vâlcea, w obszarze administracyjnym miejscowości Costești, Bărbătești oraz Băile Olănești. Park został utworzony w roku 2005.

## Opis
Park Narodowy Buila-Vânturarița o powierzchni 41,86 km² został utworzony na mocy decyzji rządu nr 2151 w 2004 roku (opublikowano w 38. edycji Monitorul Oficial, 12 stycznia 2005).
Na terenie parku znajdują się liczne jaskinie. Dziesięć z nich zostało objęte ochroną na mocy ustawy nr 5/2000: m.in. Arnăuți, Clopot, Munteanu-Murgoci, Pagoda oraz jaskinia Valea Bistrița. Ponadto obszary chronione na terenie parku obejmują: lasy Călinești-Brezoi, Valea Cheii, Rădița-Mânzu oraz górę Stogu.

## Flora
Rośliny drzewiaste: dąb szypułkowy (Quercus robur), buk zwyczajny (Fagus sylvatica), jesion wyniosły (Fraxinus excelsior), sosna (Pinus), świerk pospolity (Picea abies), jodła (Abies), cis pospolity (Taxus baccata), sosna zwyczajna (Pinus sylvestris), lipa (Tilia), brzoza (Betula) oraz gatunki krzewów: kosodrzewina (Pinus mugo), jałowiec sabiński (Juniperus sabina) i jałowiec pospolity (Juniperus communis).
Rośliny zielne: szarotka alpejska (Leontopodium alpinum), obuwik pospolity (Cypripedium calceolus), dzwonek alpejski (Campanula alpina), tojad południowy (Aconitum anthora), pokrzyk wilcza jagoda (Atropa belladonna), języczka syberyjska (Ligularia sibirica), śledzionka skalna (Ceterach officinarum), zawilec żółty (Anemone ranunculoides), pełnik europejski (Trollius europaeus), zawilec gajowy (Anemone nemorosa), lilia złotogłów (Lilium martagon), chaber ciemnopurpurowy (Centaurea atropurpurea), wawrzynek wilczełyko (Daphne mezereum).

## Fauna
Ssaki: jeleń szlachetny (Cervus elaphus), niedźwiedź brunatny (Ursus arctos), kozica (Rupicapra rupicapra), sarna (Capreolus capreolus), wilk szary (Canis lupus), dzik (Sus scrofa), ryś (Lynx lynx), kuna leśna (Martes martes), wiewiórka szara (Sciurus carolinensis), borsuk (Meles meles), mopek zachodni (Barbastella barbastellus), nocek ostrouchy (Myotis blythii), gacek brunatny (Plecotus auritus).
Ptaki: głuszec zwyczajny (Tetrao urogallus), białorzytka saharyjska (Oenanthe leucopyga), kania ruda (Milvus milvus), kobczyk zwyczajny (Falco vespartinus), pliszka siwa (Motacilla alba), lelek zwyczajny (Caprimulgus europaeus), głuszek (Emberiza cia), orlik krzykliwy (Aquila pomarina), pomurnik (Tichodroma muraria), dudek (Upupa epops).
Gady i płazy: jaszczurka zielona (Lacerta viridis), żmija zygzakowata (Vipera berus), gniewosz plamisty (Coronella austriaca), salamandra plamista (Salamandra salamandra), traszka górska (Triturus alpestris), ropucha szara (Bufo bufo), kumak górski (Bombina variegata), żaba trawna (Rana temporaria).

## Galeria

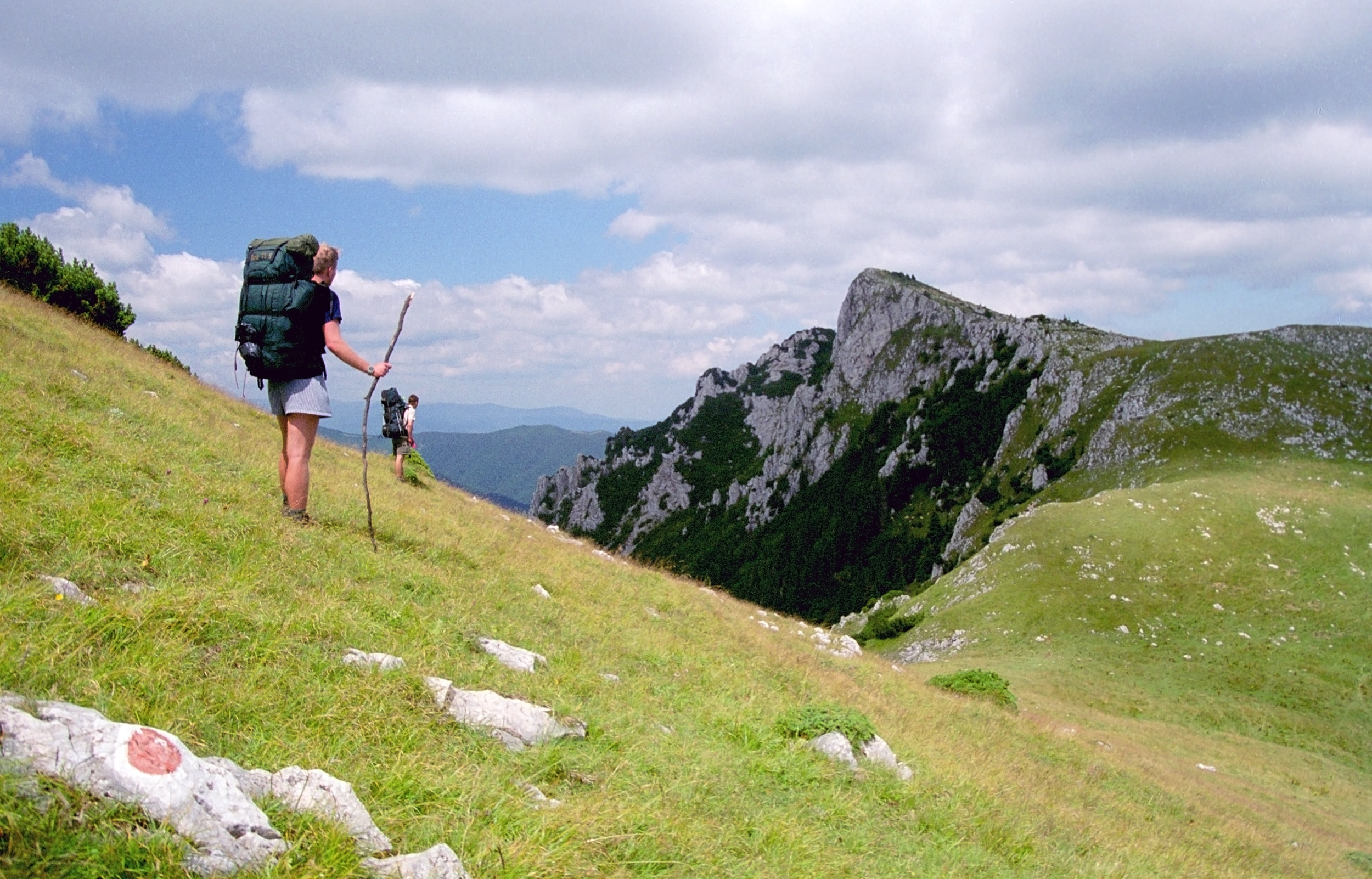
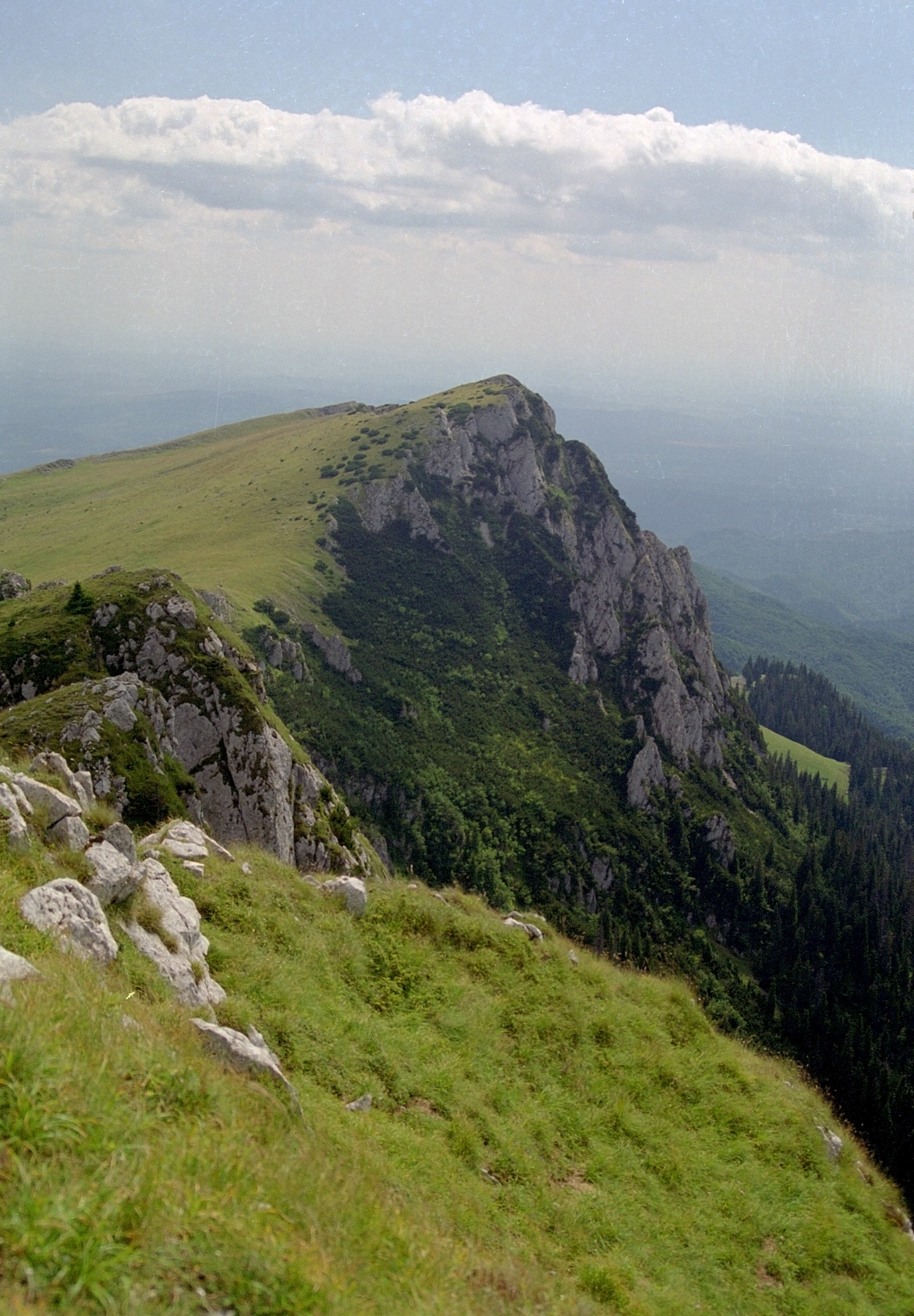
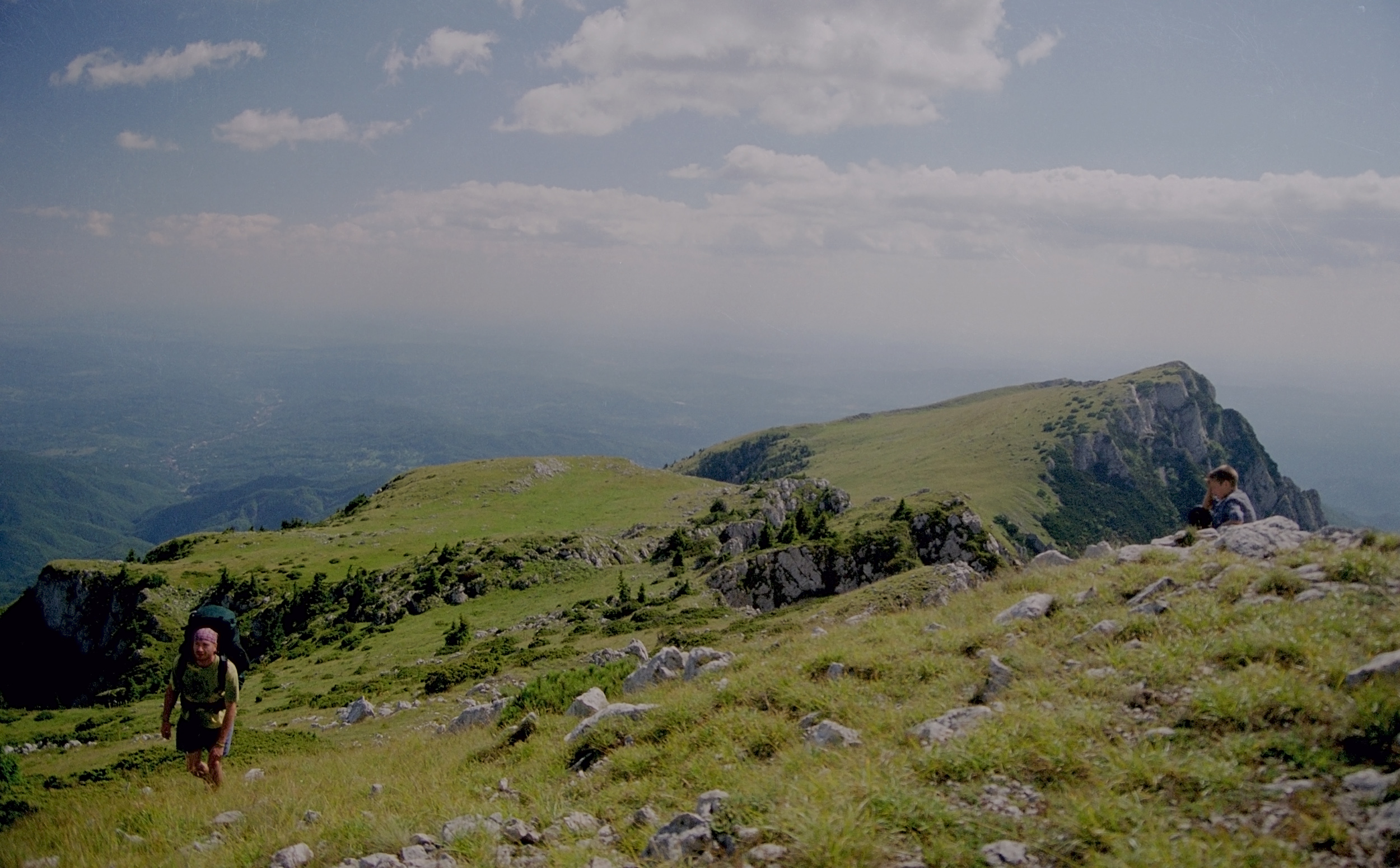
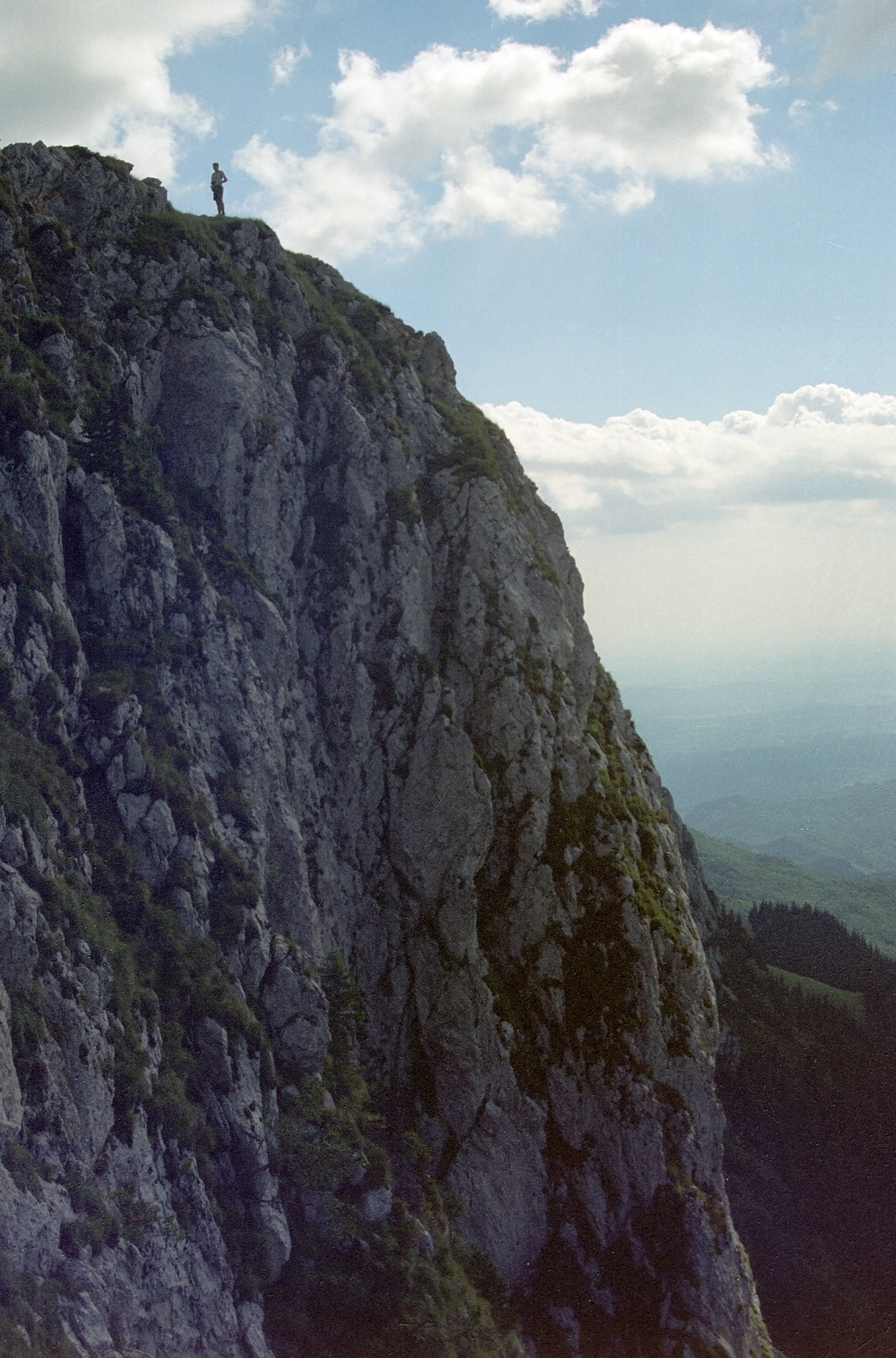
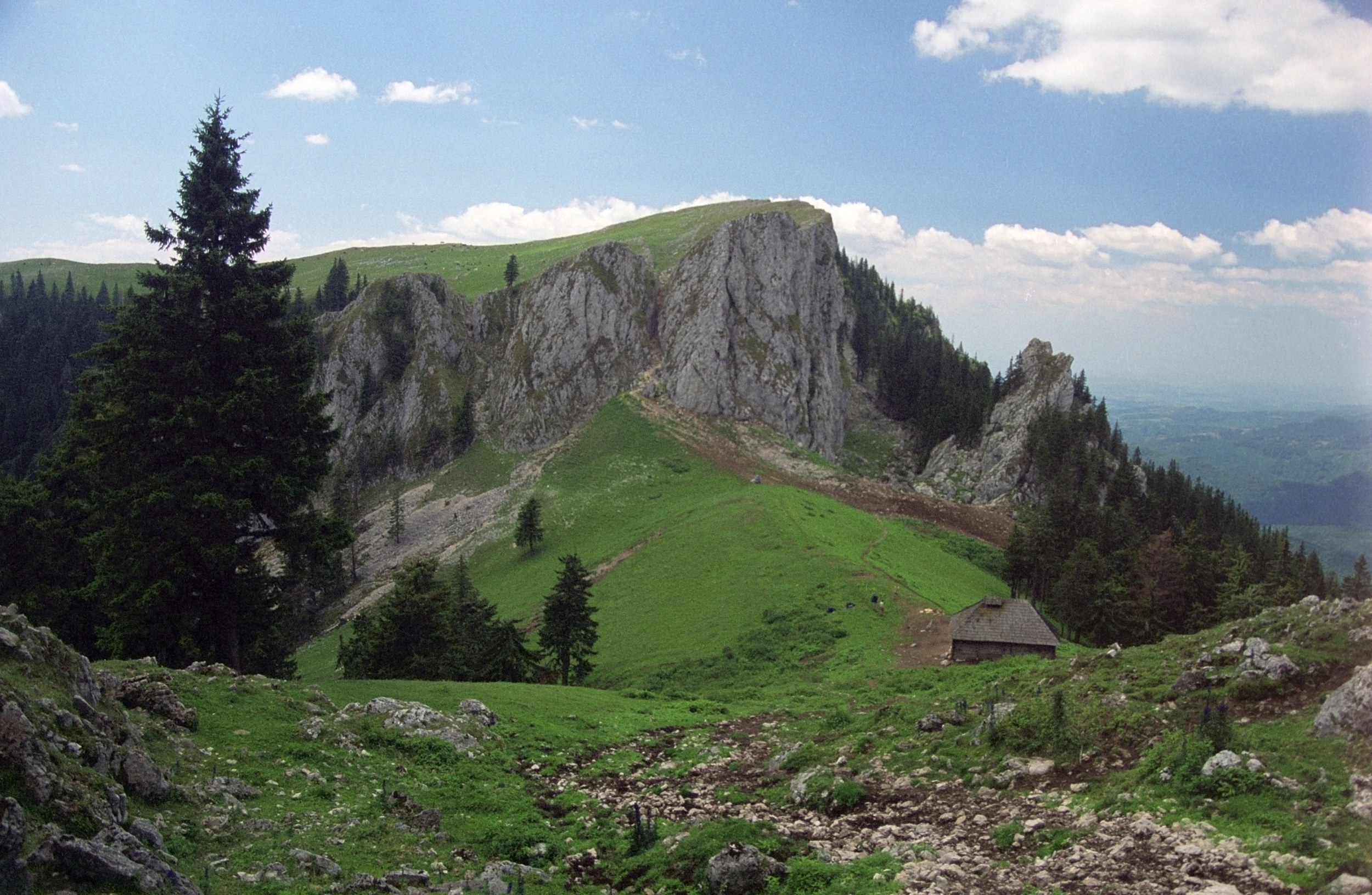